# Daisuke Itō (Fußballspieler)
Daisuke Itō (japanisch 伊藤 大介 Itō Daisuke; * 18. April 1987 in Ichihara) ist ein japanischer Fußballspieler.

## Karriere
Itō erlernte das Fußballspielen in Jugendmannschaft JEF United Chiba sowie der Universitätsmannschaft der Juntendo-Universität. Seinen ersten Vertrag unterschrieb er 2010 bei JEF United Chiba. Der Verein spielte in der zweithöchsten Liga des Landes, der J2 League. Für den Verein absolvierte er 83 Ligaspiele. 2014 wechselte er zum Ligakonkurrenten Ōita Trinita. Für den Verein absolvierte er 40 Ligaspiele. 2015 wechselte er zum Ligakonkurrenten Fagiano Okayama. Für den Verein absolvierte er 128 Ligaspiele. 2019 wechselte er zum Drittligisten SC Sagamihara. Für den Verein absolvierte er 30 Ligaspiele. 2020 nahm ihn der in der fünften Liga, der Kanto Soccer League, spielende Criacao Shinjuku unter Vertrag.